# Бжозув-Новий
Бжозув-Новий (пол. Brzozów Nowy) — село в Польщі, у гміні Ілув Сохачевського повіту Мазовецького воєводства.
Населення — 188 осіб (2011).
У 1975-1998 роках село належало до Плоцького воєводства.

## Демографія
Демографічна структура станом на 31 березня 2011 року:
|          | Загалом | Допрацездатний вік | Працездатний вік | Постпрацездатний вік |
| -------- | ------- | ------------------ | ---------------- | -------------------- |
| Чоловіки | 99      | 26                 | 61               | 12                   |
| Жінки    | 89      | 14                 | 51               | 24                   |
| Разом    | 188     | 40                 | 112              | 36                   |